# Danie Theron
Daniël Johannes Stephanus "Danie" Theron (Tulbagh, 9 mei 1872 - Gatsrand, 5 september 1900) was de kapitein van de fietsinfanterie van de Boeren tijdens de Tweede Boerenoorlog. Zijn eenheid specialiseerde zich vooral in militaire verkenning.

## Biografie
Theron werd geboren te Tulbagh in de Britse Kaapkolonie. Nadat hij in 1889 te Kaapstad zijn schooldiploma behaalde werd hij onderwijzer in het district Vredefort van de Oranje Vrijstaat. In 1891 begon hij een boerderij in het district Zoutpansberg van de Zuid-Afrikaansche Republiek (Transvaal), maar gaf dit twee jaar later op en ging in Pietersburg bij een advocaat werken. Na zijn deelname aan de Malabochoorlog van 1894 werd hij erkend hij volwaardig burger van de ZAR. Theron was een vurig patriot; zo werd hij enkele maanden voor het uitbreken de Tweede Boerenoorlog berecht voor het aanvallen van de Engelse redacteur W. F. Monneypenny nadat deze een negatief artikel had geschreven over de Afrikaners in The Star.
In 1896 behaalde hij zijn advocaatexamen en in 1899 vestigde hij zich in Krugersdorp. Dat jaar stichtte hij met toestemming van commandant-generaal Piet Joubert de Wielrijders-Rapportgangers-korps der Zuid-Afrikaansche Republiek om hem van inlichtingen te voorzien.

### Tweede Boerenoorlog
Toen de Tweede Boerenoorlog uitbrak werd de Wielrijders-Rapportgangers-korps verdeeld en werd Theron de kapitein van Theronse Verkenningskorps (TVK). Met zeventien man vergezelde hij het Transvaalse leger in Natal als verkenner. Hij kreeg verlof om andere verkenningskorpsen in de Oranje Vrijstaat en de Kaap te stichten.
Na de overgave van generaal Piet Cronjé en zo'n 4000 Boerensoldaten dekte Theron de achterhoede van generaal Christiaan de Wet. Zijn tegenstander, Frederick Russell Burnham, noemde Theron vanwege zijn uitstekende guerrillatactieken een van de grootste Boerenverkenners. In juli 1900 waren de Britten zo geïntimideerd door Theron dat ze een prijs van £1000 op zijn hoofd zetten en 4000 soldaten op hem af stuurden.
Op 5 september 1900 had Theron met generaal Petrus Liebenberg afgesproken een Engelse colonne op weg van Johannesburg naar Potchefstroom tegen te houden. Liebenberg kwam echter niet opdagen en Theron kwam oog in oog te staan met een Kaapse cavalerie, waarna hij bij het daaropvolgende gevecht sneuvelde. Theron werd de volgende dag door zijn mannen gevonden en begraven op Elandsfontein. Na de oorlog, op 10 maart 1903, werd Theron naast zijn verloofde herbegraven op Eikenhof bij Johannesburg.

## Nalatenschap

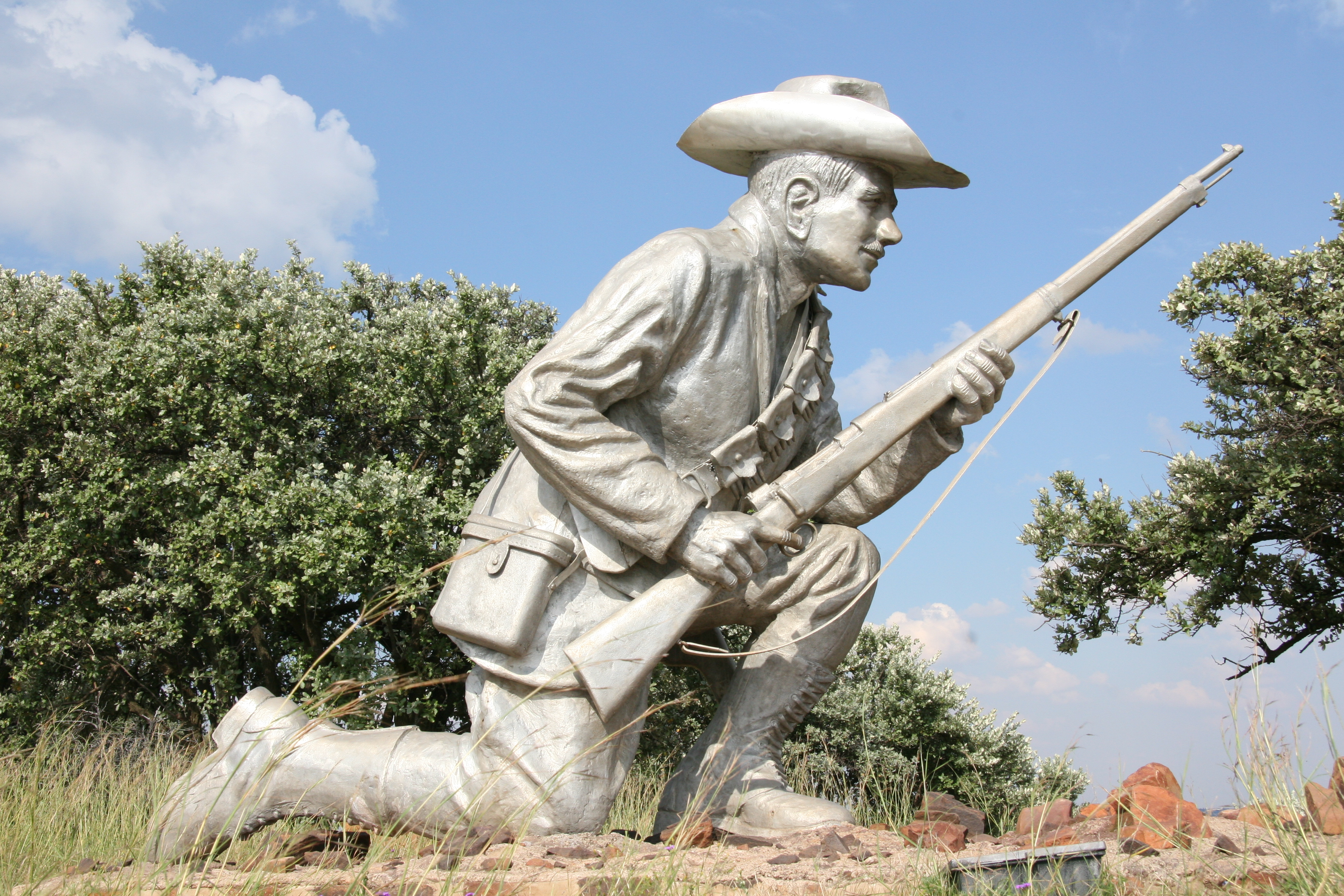
Monument nabij Pretoria

Op 28 december 1907 werd het Danie Theron Monument door Louis Botha en Jan Smuts onthuld nabij Potchefstroom.
Op 9 september 1950 werd een nieuw monument onthuld op de plek waar Theron sneuvelde, nabij de N12 tussen Johannesburg en Potchefstroom.
Op 6 maart 2002 werd in Pretoria een nieuw monument onthuld door voormalig president Nelson Mandela, waarbij Mandela in het Afrikaans zijn bewondering voor Theron uitsprak.

## Trivia

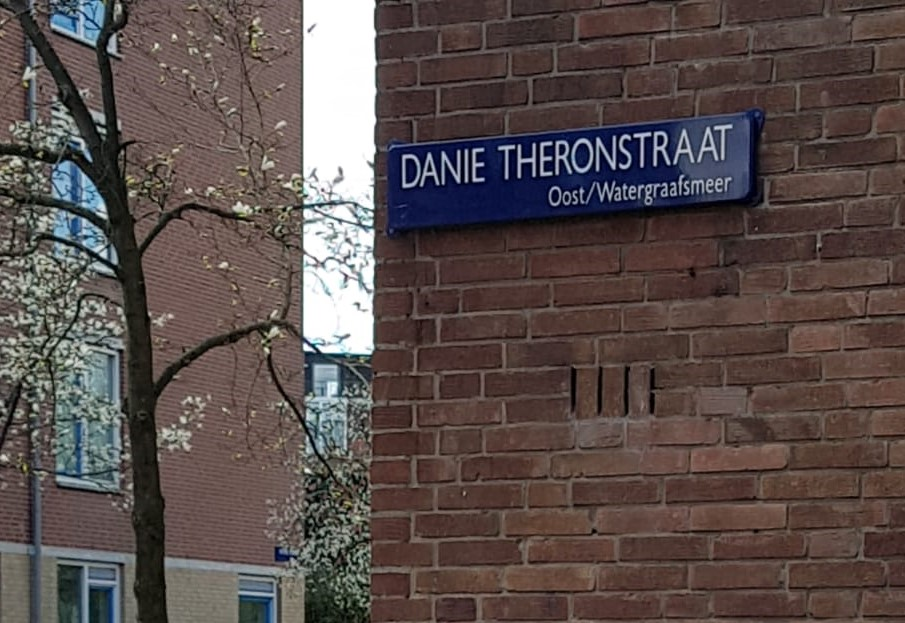

Theron is een verre oudoom van actrice Charlize Theron.
In Amsterdam en Tilburg bestaat een Danie Theronstraat. 